# Poznań Porsche Open 2004
Il Poznań Porsche Open 2004 è stato un torneo di tennis facente parte della categoria ATP Challenger Series nell'ambito dell'ATP Challenger Series 2004. Il torneo si è giocato a Poznań in Polonia dal 2 all'8 agosto 2004 su campi in terra rossa.

## Vincitori

### Singolare
Tomáš Zíb ha battuto in finale  Juan Pablo Brzezicki con il punteggio di 6(4)–7, 7–6(3), 6–3

### Doppio
Adam Chadaj /  Stéphane Robert hanno battuto in finale  Tomáš Cibulec /  David Škoch con il punteggio di 3–6, 6–1, 6–2